# Yémeda
Yémeda je obec v provincii Cuenca v autonomním společenství Kastilie – La Mancha ve španělsku. Žije zde 19 obyvatel.

## Poloha obce

### Sousední obce
| Růžice kompasu | Arguisuelas               | Cardenete   |            | Růžice kompasu |
| Růžice kompasu | Monteagudo de las Salinas | Sever       | Víllora    | Růžice kompasu |
| Růžice kompasu | Monteagudo de las Salinas | Yémeda      | Víllora    | Růžice kompasu |
| Růžice kompasu | Monteagudo de las Salinas | Jih         | Víllora    | Růžice kompasu |
| Růžice kompasu |                           | Paracuellos | Enguídanos | Růžice kompasu |